# Подіум (архітектура)

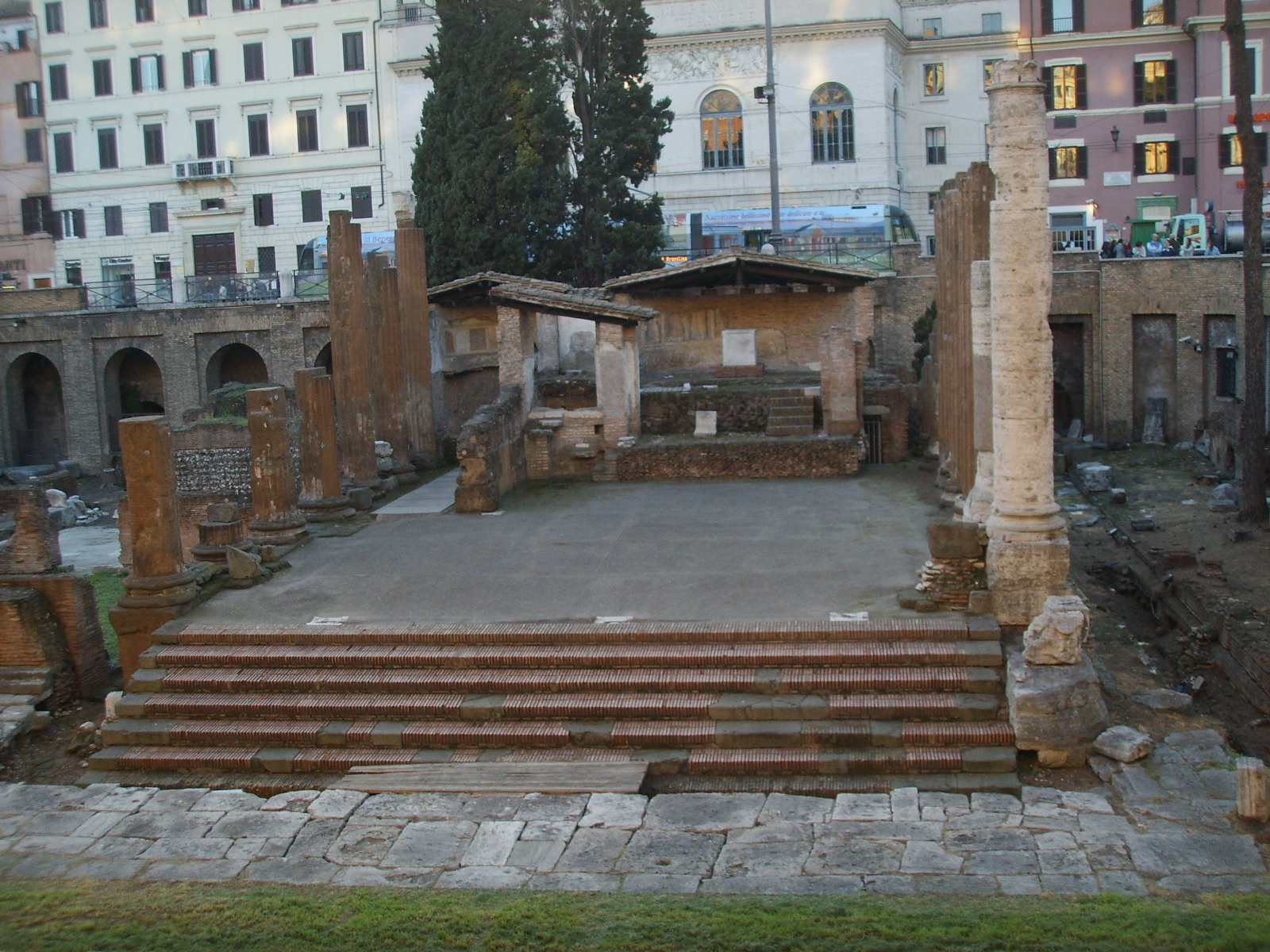
Подіум храму А на площі Ларго-ді-Торре-Арджентіна в Римі

По́діум (лат. podium від грец. πόδεων, πους — «підошва, слід ноги») — в давньоримській архітектурі — підніжжя, прямокутне (рідше квадратне) піднесення споруди, що має сходи з однієї, як правило торцевої, короткої сторони, відповідної головному фасаду будівлі. Стародавні греки використовували в подібних випадках термін «стилобат», або «крепідома» («фундамент»).
Подіумом римляни називали підніжжя імператорської трибуни, а також піднесення, на якому засідали магістрати (виборні чиновники) в базиліках (лат. tribunum, з дав.-гр. τριβως — вторований, утрамбований). Подіумом також називають надбудова тріумфальної арки, передню стінку якої називають аттиком. У давньоримських цирках і амфітеатрах подіум — піднесення навколо арени, що утворює нижній ряд, на якому розташовувалися місця для імператора і його сім'ї (для сидіння на трибуні), весталок, сенаторів і знатних громадян міста, через що стіну такого піднесення теж помилково називають подіумом (насправді це — парапет).

## Подіуми в інтер'єрі
У сучасному інтер'єрі подіумом називається будь-яка припіднята ділянка підлоги. Подіуми використовують для:
- демонстрації чогось глядачам (магазини взуття, музеї тощо);
- постановки моделі, натурника чи натурниці в ательє художника або в навчальному класі;
- прихованого розміщення технологічних елементів, наприклад, труб (такі технологічні подіуми часто використовуються у ванних кімнатах);
- візуальної зміни пропорцій кімнати, поділу її на окремі зони;
- утворення закритого простору для зберігання речей (як альтернатива антресолям).